# Gratiana pallidula
Gratiana pallidula är en skalbaggsart som först beskrevs av Karl Henrik Boheman 1854.  Gratiana pallidula ingår i släktet Gratiana och familjen bladbaggar. Inga underarter finns listade i Catalogue of Life.

## Bildgalleri

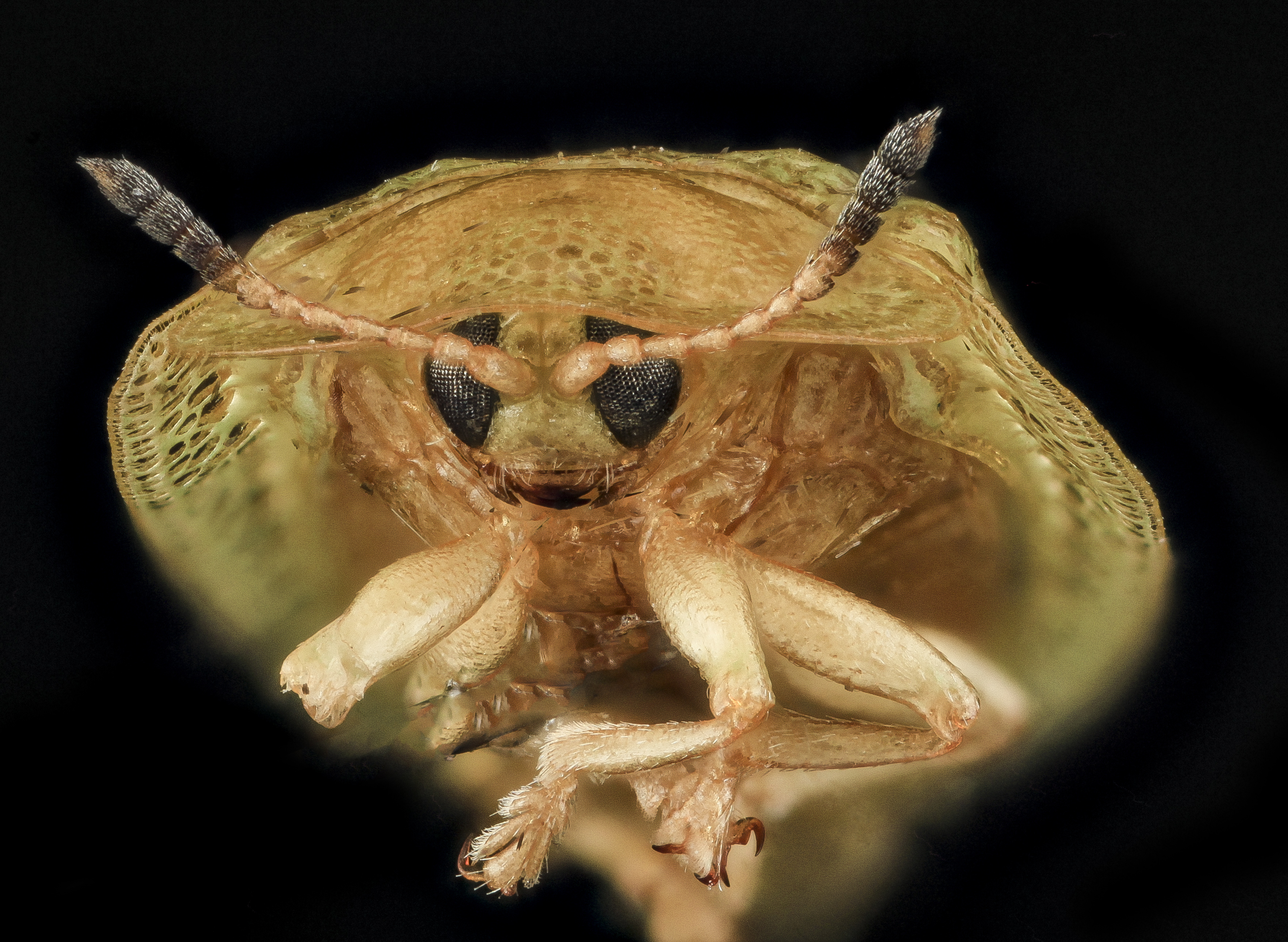
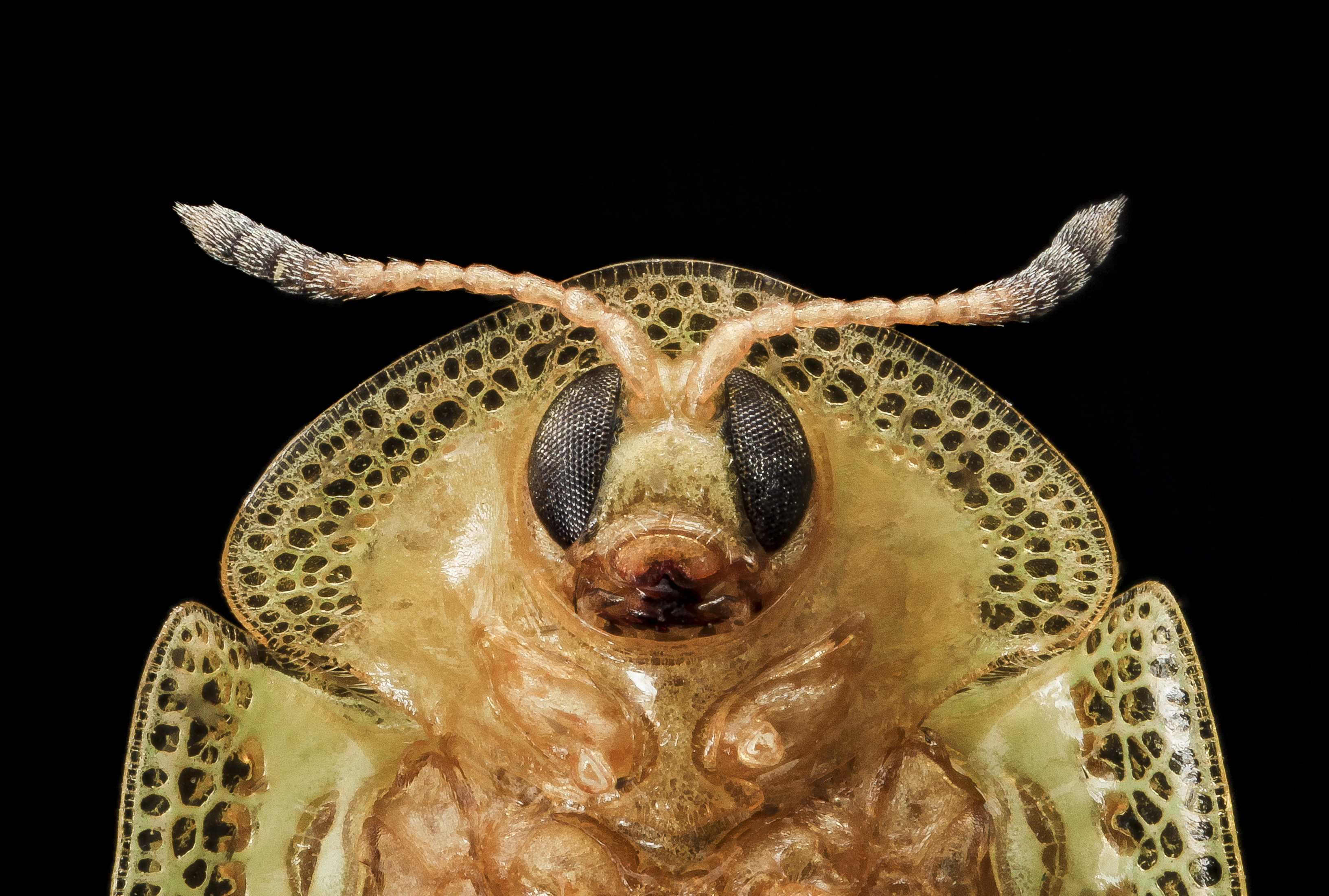